# Nordöstra USA

Nordöstra USA enligt United States Census Bureau.

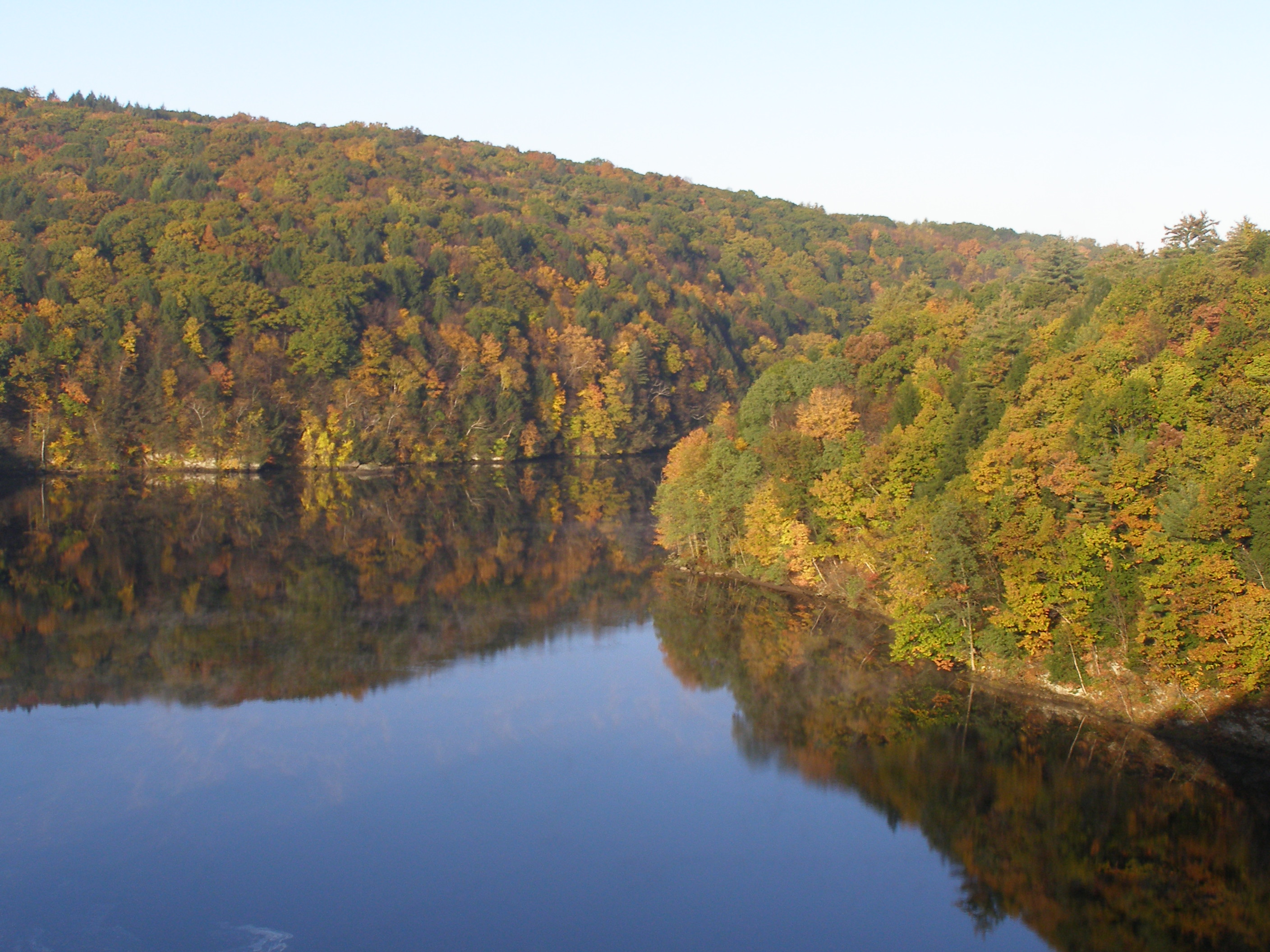
New England är en del av Nordöstra USA.

Nordöstra USA (engelska: Northeastern United States) eller bara Nordöst (engelska: Northeast) är en region i USA. Den är en av de regioner som officiellt definieras enligt United States Census Bureau.

### Fotnoter
1. ↑  ”Census Regions and Divisions of the United States”. United States Census Bureau. Arkiverad från originalet den 4 november 2001. https://web.archive.org/web/20011104032413/http://www.census.gov/geo/www/us_regdiv.pdf.